# Ivar Vidfadme
Ivar Vidfadme var en dansk sagnkonge, der optræder i flere sagaer.
Han kaldes (oldnordisk: Ívarr inn víðfaðmi dansk og norsk: Ivar Vidfavne, på svensk og flere andre sprog: Ivar Vidfamne, på latin (i Historia Norvegiæ): Iuarum cognomine Withfadm)

## Herkomst og regering
Ivar Vidfadme skulle være af den gamle skånske kongeslægt og derfor være begyndt som konge af Skåne. Ved list, svig, giftermål og krig skulle han have udstrakt sit magtområde til de øvrige danske lande samt Sverige, dele af Finland og Norge samt andre besiddelser
Det, der drejer sig om samlingen af alle danske landsdele under den samme konge, kunne tolkes, som Ivar Vidfadme er den første konge, der regerede over et samlet dansk rige.
Han var muligvis søn af Halfdan Snialli (også kaldet den veltalende) af Skåne (en bror til kong Gudrød af Skåne) med dennes kone Moeld hin Digre (den tykke). Suhm hævder, at han i en gammel beretning havde fundet, at Ivar Vidfadmes kone hed Guritha og var datter af den jyske kong Alf.
Ivar skulle have levet i sidste halvdel af det 7. århundrede og måske være død tæt på år 700. Efter hans død skulle han være fulgt af sit barnebarn den senere Harald Hildetand, søn af Ivars datter Aud (Auðr) og hendes første ægtefælle kong Rørek af Sjælland (Hrærekr slöngvanbaugi). Andre børn af Ivar end datteren Aud kender kilderne ikke. (Hervarar saga kalder Ivars datter Alfhild) .
Beskrivelsen af Ivar Vidfadme ud fra især Sögubrot gengives i Nordisk Conversationsleksikon, Anden Udgave, Tredie Bind, Kjøbenhavn, 1873, s. 861:
| Citat | Ivar Vidfadme, en Konge, som i det 7de Aarh. beherskede en stor Deel af Norden. Fra Skaane, hvor han havde fulgt sin Fader Halfdan i Regjeringen, udbredte han sit Herredømme over Sverrig ved at fortrænge Ynglingeslægten og over en stor Deel af Østersølandene; senere kom han ogsaa i Besiddelse af de danske Øer ved sit trædske Forhold mod de to Leirekonger Brødrene Rerik og Helge. Han giftede nemlig sin Datter Aud med den Første, skjøndt hun var Gjenstand for Helges Kjærlighed, oppustede derpaa Reriks Skinsyge mod hans krigerske Broder, saa at han dræbte ham, og fik da let Bugt med den ukrigerske R., hvorpaa han bemægtigede sig dennes Lande. Aud flygtede for sin onde Fader med sin Søn Harald (Hildetand) til Garderige. Og da I. Gjorde et Tog hertil, omkom han i en Strid med sin Fosterfader Hord. | Citat |
|       | |       |

Hvad andet Ivar har brugt landene til end at skabe sig et større herrevælde, er vanskelligt at sige. Om han har taget hånd om forsvaret af rigets sydgrænse ved Dannevirke ved vi ikke, eller om dette har været overladt til hans stedfortræder eller underordnede i Jylland eller Sønderjylland, ved vi ikke noget om.

## Alternativ teori
Kirsten Møller har i bogen Vikingeætten. Brudstykker til et mønster fra 1997 fremsat den teori, at Ivar Vidfadme nok i virkeligheden er en litterær/historisk konstruktion, og at han er identisk med (eller et andet navn for) Ivar Benløs. Der ser dog ikke ud til at være andre, der har taget denne teori op til nærmere overvejelse.

## Fodnoter
1. ↑  Det gengivne omfang af Ivar Vidfadmes territorier synes dog, selv når man betragter sagaernes vidtløftige beretninger om udstrækningen af Ivars vælde, at være gengivet noget mere omfangsrigt, end der selv sagnmæssigt er belæg for.
2. ↑  Der er forskellige måder, hvorved Ivar Vidfadmes leveår og regeringsperiode er søgt afgrænset. Forskellige 'fikspunkter' og elementer kan indgå i en sådan vurdering: svearkongen Ingjald Ildrådes død, kong Radboud af Frislands død år 719 (Ivars svigersøn – en enkelt saga skriver og en anden krønike antyder ganske vist, at Ivars svigersøn, Radbard, var konge af Gardarige (Rusland) , men det rige eksisterede ikke på Ivars tid. Derimod var der en helt konkret Radboud, der var konge omkring Ivars tid, nemlig Radboud af Frisland, der ikke eksisterede på sagaskrivernes tid), og den frisiske kongeslægt havde da også familiære forbindelser med Danmark og den danske kongeslægt i det 8. århundrede (Karsten Krambs, Vikingetidens konger, 2009; Poul Engelhardt (1980); Carl Engholm (1994); Jørgen Markvad (2004)), missionæren Willibrords besøg hos danernes konge omkring 714 eller nogle år inden, en vurdering af generationslængderne i Ivars efterslægt frem til efterkommere, hvis leveår kendes mere konkret (i det 9. århundrede) samt måske handelspladsen Ribes grundlæggelse i 704/710. Åke Ohlmarks (Skånes äldsta hävder, Malmö, 1963) anslår Ingjald Ildrådes død "til tiden kring 650" og Ivar Vidfadmes død "til senara hälften av 600-tallet". Carl Engholm (Danske kongeslægter i det 8. & 9. århundrede, 1994) skriver, at Ivar "udvidede sit rige betydeligt ... i slutningen af det 7. århundrede". Poul Engelhardt (Danerne fra fødsel til dåb, 1980) antager, at Ivar kom til magten omkring 680 og døde mellem ca. 700 og 710. Troels Brandt (Danernes sagnhistorie. Saxos sagn i sagaernes kronologi, 2004) sætter Ivars fødsel til 678 og hans død til 731. Endelig gengiver Jørgen Markvad (Danske konger – før Gorm den Gamle, 2004), at Ivars datter Auds dødsår var 717 (det årstal synes dog som udgangspunkt at være en forvansket oplysning, der cirkulerer på internettet) og hans svigersøn Radbouds, 719. Et andet udgangspunkt kan være at forsøge at datere Ivar på begivenheder, der ligger før Ivars levetid (begivenheder i Bjovulf-kvadet eller sagnhistorierne om Ynglingeslægten i Uppsala eller en sammensmeltning/sammenblanding af flere forhistoriske sagntraditioner). Den dateringsmodel bruger Gösta Bäckström (En saga om Dan, Vänersborg, 1989), der når frem til, at Ivar Vidfadme skulle have levet i 500-tallet.
3. ↑  Adskillige har foreslået, hvem der er efterkommere af Ivar Vidfadme. Et af de mere omfattende forsøg er fra 2011: Peter Lawætz, "Danske vikingekonger – én slægt med mange grene" Arkiveret 7. december 2013 hos  Wayback Machine.
4. ↑  Fra 1991 og indtil 2013 var den almindelige antagelse, at de ældste dele af Dannevirke daterer sig til ca. 650 til ca. 690, og det kunne passe med Ivar Vidfadmes formodede regeringstid. I 2013 konkluderedes en kulstof 14-datering, at den næstældste voldfase var fra årtierne omkring år 500. Om der også kan have fundet en udvidelse af Dannevirke sted 650-690 giver de nyeste undersøgelser ikke svar på. Der er enighed om, at den ældste byggefase af Oldenburger Wall (de) i Holsten er fra ca. 680-700. Om byggeriet af dette slaviske forsvarsanlæg skal ses som beskyttelse mod overfald fra danerne eller frankerne eller sakserne i Nordalbingien eller alle tre, kan der være forskellige fortolkninger af. Kosmografien fra Ravenna viser, at danerne i 680 grænsede op til Saksen (P. Engelhardt (1980): Danerne fra fødsel til dåb, s. 233).

## Øvrige henvisninger
- Ivar Vidfadme i: Salmonsens Konversations Leksikon, Anden Udgave, Bind XII (1922), s. 731 & s. 732
- Ivar Vidfamne i: Nordisk familjebok, 2. udgave (Uggleupplagan), bind 12 (1910), sp. 1119
- Ivar Vidfadme i: Store Norske Leksikon